# Velký Újezd
Velký Újezd (deutsch Groß Augezd, auch Großujezd, 1939–1945 Groß Aujest) ist eine Minderstadt in Tschechien. Sie liegt 17 Kilometer östlich des Stadtzentrums von Olomouc und gehört zum Okres Olomouc.

## Geographie
Velký Újezd erstreckt sich am südwestlichen Fuße der Oderberge zwischen den Bächen Kyjanka und Olešnice. Nördlich erheben sich der Mlýnský kopec (604 m), Holý kopec (600 m), die Strážná (625 m), der Fidlův kopec (680 m) und Růžový kopec (653 m), im Nordosten der Kyjanický kopec (579 m), östlich der Žalov (487 m), Slavkovský vrch (636 m) und Lomec (583 m), im Südosten der U Boudy (523 m) sowie nordwestlich die Strážná (625 m). Gegen Norden und Osten erstreckt sich der Truppenübungsplatz Libavá. Am südlichen Ortsrand verläuft die Schnellstraße R 35 / E 462 / E 442 zwischen Olomouc und Lipník nad Bečvou.
Nachbarorte sind Kozlov im Nordosten, Kyjanice, Slavkov, Vrchní Pila, Podhoří und Loučka im Osten, Bohuslávky, Zavadilka und Staměřice im Südosten, Výkleky, Lazníčky und Sušírna im Süden, Zákřov, Tršice und Olešnice im Südwesten, Daskabát und Kramlov im Westen sowie Záhumenský Mlýn, Mrsklesy, Kovákov, Mariánské Údolí, Hlubočky und Dukla im Nordwesten. Nördlich liegen auf dem Truppenübungsplatz die Wüstungen Jestřabí und Varhošť, im Nordosten die Wüstungen Nová Ves nad Odrou und Ranošov.

## Geschichte

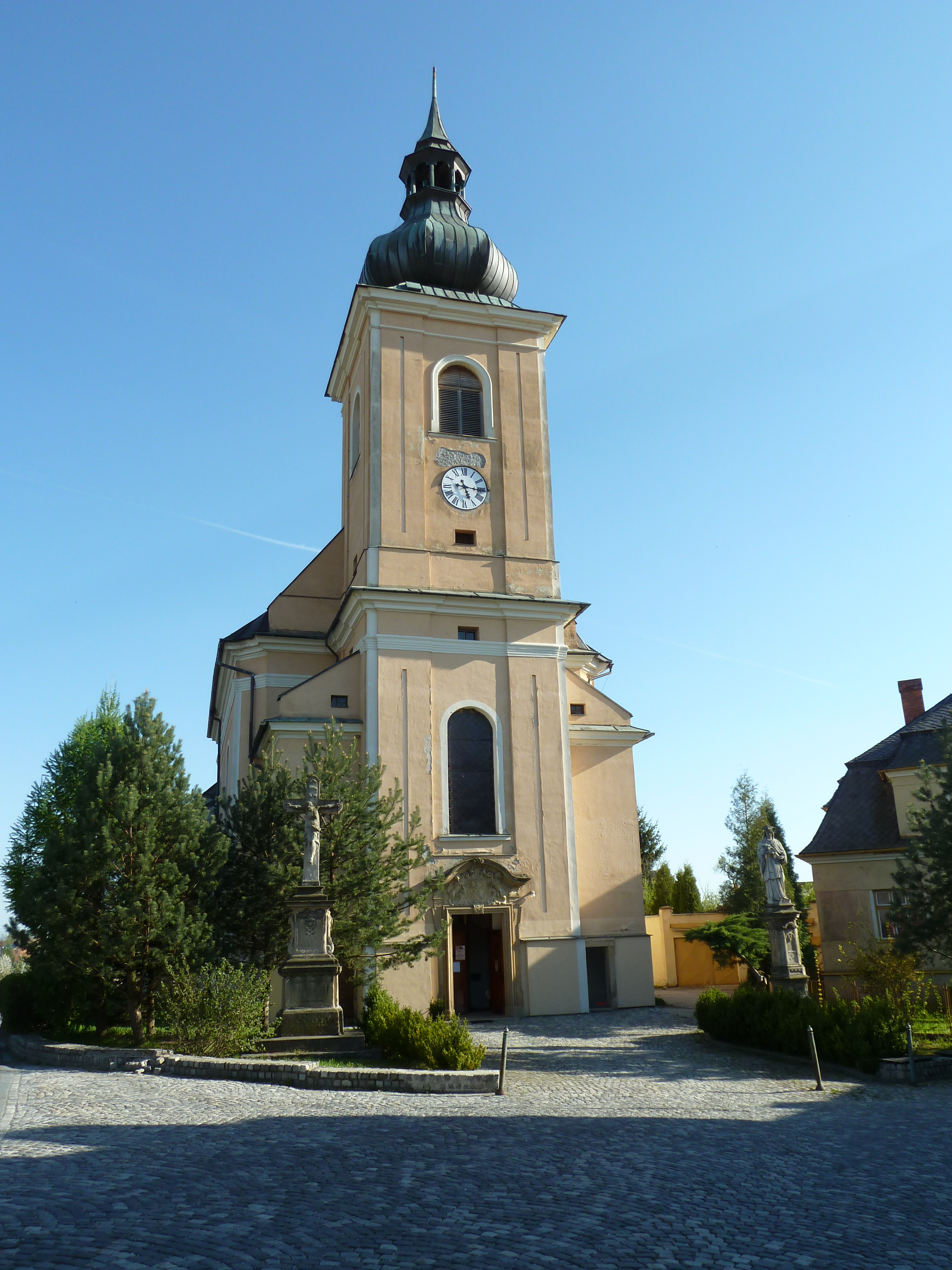
Kirche St. Jakob

Velký Újezd wurde wahrscheinlich im 12. Jahrhundert während des slawischen Landesausbaus in den Oderbergen zusammen mit Potštát und Vítkov gegründet. Aus dem ursprünglichen Grundriss ist erkennbar, das der Ort bereits als Marktsiedlung angelegt worden ist. Der Name Újezd belegt, dass die Ortsgründung mittels Umritt erfolgte. Zum Gründer des Ortes gibt es keine Hinweise.
Die erste schriftliche Nachweis über die zum Dekanat Leipnik gehörige Pfarre Ugez datiert nach einem Eintrag in der mährischen Landtafel auf 1301. Als erster Besitzer des Ortes ist zwischen 1324 und 1352 Siffridus de Ugez nachweislich, der auch als Mälzer in Libavá wirkte und nach seinem Wappen mit den Herren von Sovinec blutsverwandt war. Ihm folgte wahrscheinlich einer seiner sechs Söhne. Ab 1364 wurde der Ort als Ugezd Magnum bezeichnet. Im Jahre 1371 belehnte Markgraf Johann Heinrich Puta von Hohlenstein mit Ugezd Magnum. Da Puta ohne Nachkommen blieb, fiel das Lehn heim und wurde 1381 an Wenzel von Doloplas gereicht. Dieser kaufte mehrere umliegende Güter auf, die er an Ugezd Magnum anschloss. 1384 wurde Ugezd Magnum erstmals als Städtchen bezeichnet. Im Jahre 1406 verkaufte Wenzel von Doloplas die Herrschaft mit den Dörfern Kozlov, Smolné, Staměřice, Čermná, Svrčov, Stiboř und Neplachov an Lacek von Krawarn auf Helfenstein. 1447 wurde der Ort als Ugezd Wolawy, 1480 als Volavý Újezd, ab 1510 als Svrchní Újezd bzw. Vrchní Újezd und ab 1548 als Horní Aujezd bezeichnet.
Zu den nachfolgenden Besitzern der Helfensteiner Güter gehörten ab 1447 Wok von Sovinec, ab 1467 Albrecht Kostka von Postupitz und ab 1474 Wilhelm II. von Pernstein. Johann von Pernstein verkaufte 1545 zwölf Dörfer der Herrschaft um Horní Aujezd an Erasmus von Bobolusk. Diesem folgten ab 1556 Georg von Zástřizl, ab 1566 Ulrich und Christoph von Kaunitz und ab 1569 Wenzel von Ludanitz, der Horní Aujezd zu seinem Herrschaftszentrum ausbaute. Nach dessen Tode erlangte Wenzel Podstatzky von Prusinowitz auf Potštát 1573 beim Ausverkauf der Güter der minderjährigen Alleinerbin Katharina von Ludanitz die Herrschaft zu einem vorteilhaften Preis. Ihm folgten ab 1593 sein Sohn Tas und sein Enkel Christoph Karl. Das älteste Ortssiegel stammt von 1637 und trägt die Umschrift PECIET HORNIHO AUGEZDA. 1644 erbte Christoph Karls erstgeborener Sohn Georg Valerian die Herrschaft. Er besiedelte das während des Dreißigjährigen Krieges verödete und 1642 von den Schweden niedergebrannte Städtchen mit Untertanen aus seinen weiteren Besitzungen Bartošovice, Zlín, Stará Ves und Slavkov. Nach dem Kriege bestand Velký Újezd aus 28 altangesessenen und 170 neuen Kirchgemeindegliedern. Bei dem Türkeneinfällen von 1663 und 1683 flohen die Bewohner des Städtchens in die Wälder der Oderberge. Nachfolgender Besitzer war ab 1688 Franz Dominik Podstatzky von Prusinowitz, der 1707 in den Grafenstand erhoben wurde. Zu Beginn des 18. Jahrhunderts bewilligte er den Ausbau des Städtchens, wobei die Ortslage Zákostelí entstand. Die Matriken wurden ab 1693 in Osek nad Bečvou und seit 1737 vor Ort geführt.
Weitere Namensformen waren Hrubý Augezd (ab 1671), Augezd (ab 1676), Groß Augest (1751), Augezda (1771), Groß Augezd (ab 1794) und Gross oder Ober Augezd (1798).
Ab 1721 gehörte die Herrschaft den Brüdern Karl Maximilian und Franz Valerian Podstatzky von Prusinowitz und ab 1743 den Brüdern Franz Karl und Leopold Anton Podstatzky von Prusinowitz. Diese ließen 1744 die Pfarre wiedererrichten, zu der auch die Dörfer Kozlov, Ranošov und Staměřice gehörten. Zugleich gaben sie dem Ort ein neues Statut als Städtchen. Als neuer Sitz der Herrschaft entstand zwischen 1768 und 1771 das nach Plänen des Olmützer Diözesanarchitekten Johann Anton Krzaupal von Grünenberg errichtete Schloss Veselíčko. Ab 1776 folgten die Brüder Joseph Franz Podstatzky von Prusinowitz und Alois Ernst Podstatzky-Liechtenstein als Besitzer der Herrschaft. Letzterer hatte 1762 seinen Vettern Franz Anton Graf von Liechtenstein-Kastelkorn auf Telč unter der Bedingung der Verbindung des Namens und Wappens der Liechtenstein-Kastelkorn mit denen der Podstatský-Prusinowitz beerbt.
Im Jahre 1777 lebten in den 77 Häusern des Städtchens etwa 600 Einwohner. 1782 wurde die Kaiserstraße zwischen Velký Újezd und Staměřice angelegt. Seit 1793 war Leopold Franz Graf Podstatzky-Liechtenstein Besitzer der Herrschaft, er verlegte 1796 seinen Sitz von Veselíčko auf das Schloss Telč. Nach dessen frühem Tode erbte 1813 seine Witwe Maria Theresia Podstatzky-Liechtenstein, geborene Kolowrat-Krakowsky und ab 1828 sein ältester Sohn Leopold Karl die Herrschaften. Dieser ließ 1832 den Friedhof an der Kirche einschließlich der Familiengrablege aufheben und östlich des Städtchens einen neuen anlegen. Zugleich ließ er unter der Kirche eine neue Familiengruft herstellen. Bis zur Mitte des 19. Jahrhunderts blieb Velký Újezd immer ein zur Herrschaft Veselíčko untertäniges Mediatstädtchen im Besitz der Grafen Podstatzky-Liechtenstein.
Nach der Aufhebung der Patrimonialherrschaften bildete Hrubý Augezd/Groß Augezd ab 1850 mit den Ortsteilen Kozlov und Ranošov eine Marktgemeinde in der Bezirkshauptmannschaft Mährisch Weißkirchen und dem Gerichtsbezirk Leipnik. Im Jahre 1855 wurde der Markt dem Bezirk Leipnik zugeordnet, ab 1868 gehörte er wieder zum Bezirk Mährisch Weißkirchen. Als tschechischer Ortsname wurde ab 1872 Velký Újezd verwendet und als deutscher ab 1906 Großujezd. Kozlov löste sich 1894 los und bildete eine eigene Gemeinde; ebenso Ranošov im Jahre 1905. Nach dem Münchner Abkommen verblieb Velký Újezd bei der „Resttschechei“ und lag direkt an der Grenze zum Deutschen Reich, zu dessen Gebiet die Oderberge zugeschlagen worden waren. Während der deutschen Besatzung trug der Ort von 1939 bis 1945 den Namen Gross Aujest. Am 19. April 1945 wurden durch die Gestapo und die Wlassow-Armee im Hof des Rathauses 23 bei der Aktion Zákřov verhaftete Männer verhört und gefoltert, 19 von ihnen wurden am 20. April über die Grenze in das Sudetenland geschafft und in den Oderbergen beim Massaker von Kianitz ermordet. Im Zuge der Aufhebung des Okres Hranice wurde Velký Újezd 1960 dem Okres Olomouc zugeordnet. 1974 erfolgte die Eingemeindung von Daskabát. Im Jahre 1990 löste sich Daskabát wieder von Velký Újezd los und bildete eine eigene Gemeinde. Zum Ende der 1990er Jahre entstand südlich des Ortes die Schnellstraße R 35. Seit 1996 führt die Gemeinde ein Wappen; das silberne Hirschgeweih und der goldene Löwe sind dem Wappen von Christoph Karl Podstatzky von Prusinowitz entlehnt, die Jakobsmuschel symbolisiert den Ortsheiligen. Am 12. April 2007 wurde der 1957 aufgehobene Status von Velký Újezd als Městys erneuert.

## Gemeindegliederung
Für die Gemeinde Velký Újezd sind keine Ortsteile ausgewiesen. Zu Velký Újezd gehört die Einschicht Záhumenský Mlýn.

## Sehenswürdigkeiten
- Barocke Pfarrkirche Jakobus des Älteren, erbaut 1749–1751 anstelle eines gotischen Vorgängerbaus aus dem 14. Jahrhundert durch den Olmützer Baumeister Matthias Kniebandl für Franz Karl Podstatzky von Prusinowitz. In der Krypta unter der Kirche befindet sich seit 1832 die Grablege der Grafen von Podstatzky-Liechtenstein mit den sterblichen Überresten von 21 Familienmitgliedern.
- Pfarrhaus
- Herrschaftliches Spital, erbaut 1749
- Post- und Umspannstation aus dem Jahre 1791
- Nischenkapelle der Jungfrau Maria, am Platz „U Hronova“ am südlichen Ortsausgang, errichtet 1773
- Nischenkapelle der Jungfrau Maria von Lourdes
- Kapelle des hl. Antonius von Padua
- Dreifaltigkeitssäule, aus dem Jahre 1727
- Statue des hl. Johannes von Nepomuk, geschaffen 1727
- Denkmal Zákřovský Žalov, errichtet 1949, östlich des Dorfes im Wald bei Kyjanice am Platz des Massakers von Kianitz

## Persönlichkeiten
Jaroslav Švarc (1914–1942), Widerstandskämpfer